# 681 pr. n. št.

## Smrti
- Sanherib, kralj Asirije, Babilonije, Akada in Sumerije (* okoli 740 pr. n. št.)